# L'Avenir de la science (Renan)
Cet article concerne l'œuvre d’Ernest Renan. Pour la collection d'ouvrages de vulgarisation scientifique, voir L'Avenir de la science.
L’Avenir de la science (sous-titré Pensées de 1848) est une œuvre d’Ernest Renan publiée en 1890. Comme son titre l’indique, l’ouvrage a été rédigé en 1848 mais ne sera publié que quarante-deux ans plus tard.

## Analyse
Véritable « concentré renanien », ce texte témoigne d’une foi dans le progrès de la science et de la raison. Renan veut montrer que l’avenir de l'humanité doit passer par la science, hissée au rang de nouvelle religion. Persuadé que les sciences de l’humanité ont intérêt à s'appuyer sur la méthode des sciences exactes, il désire l’avènement d'une « science des produits de l'esprit humain », une « science des faits de l’esprit ».